# تاهينا سبكتابيليز
النخلة الانتحارية المعروفة علمياً بأسم تاهينا سبكتابيليز (Tahina spectabilis)، هي عبارة عن شجرة نخيل عملاقة تنمو في بقاع نائية شمال غربي جزيرة مدغشقر.وتعمر تلك النخلة لمدة 50 سنة، ثم تورد مرة واحدة فقط لتموت بعدها بفترة قصيرة.

اكتُشفت النخيل الانتحارية عام 2005 من قبل مدير لمزرعة الكاجو (نوع من الجوزيات) خلال جولة عائلية، وتم وصفها رسمياً عام 2008.ويصل الجذع فيها إلى ارتفاع 18 متراً وتنتشر أوراقها الضخمة فوق مسافة تصل إلى 5 أمتار.وتعتبر من النباتات المهددة بالانقراض ويوجد منها قرابة 90 نخلة فقط في البرّية.